# الیزه رود
الیزه رود (انگلیسی: Elize Ryd؛ زادهٔ ۱۵ اکتبر ۱۹۸۴) خواننده، رقصنده، و آهنگساز اهل سوئد است. وی از سال ۲۰۰۳ میلادی تاکنون مشغول فعالیت بوده است.